# سن رافائل (شیلی)
سن رافائل (به اسپانیایی: San Rafael) یک شهرستان در شیلی است که در استان تالکا واقع شده‌است. سن رافائل ۲۶۳٫۵ کیلومتر مربع مساحت و ۷٬۹۶۴ نفر جمعیت دارد و ۱۲۷ متر بالاتر از سطح دریا واقع شده‌است.